# CropLife International
CropLife International est un lobby et une fédération internationale regroupant des entreprises et des organisations professionnelles dans le secteur de la protection des cultures et la biotechnologie végétale. Cette organisation était précédemment connue sous les noms de « Global Crop Protection Federation » (fédération mondiale de la protection des cultures) et de « Groupement international des associations nationales de fabricants de produits agrochimiques ». 
Parmi les membres de CropLife International figurent la plupart des plus grandes entreprises du secteur de l'agriculture dans le monde, telles que BASF, Bayer CropScience, Dow AgroSciences, DuPont, FMC Corporation, Monsanto, Sumitomo et Syngenta.  

## Histoire
Le « Groupement international des associations nationales de fabricants de produits agrochimiques » (GIFAP) est fondé en 1967.
En novembre 1996, le GIFAP est renommé en « Global crop protection federation (GCPF).
Le 7 novembre 2001, le GCPF est renommé en « CropLife International ».
Son conseil d’administration est principalement constitué par les multinationales dont les affaires reposent sur la vente de pesticides : Bayer et BASF, Corteva Agriscience et FMC, Syngenta. Ces cinq entreprises contrôlent 65 % du marché mondial, estimé en 2018 à 57,6 milliards de dollars.

## Structure
CropLife International est constitué de huit associations régionales centrées sur différentes régions du monde. Il s'agit de : CropLife Africa Middle East, CropLife America, CropLife Asia, CropLife Latin America, European Crop Protection Association, Japan Crop Protection Association, CropLife Canada et Israel Crop Protection Association.
Il existe également au sein de CropLife les associations de biotechnologie suivantes : AfricaBio, AgroBio Mexico, AgroBio Brazil, ArgenBio, BIOTECanada, Bio Production Agriculture Association, Conselho de Informações sobre Biotecnologia (CIB), CBI Japan et EuropaBio.

## Lobbying
CropLife International est, selon le quotidien Le Monde, « l’organisation de lobbying du secteur de l’agrochimie », et s'est notamment illustré en 2015 dans « l'intimidation épistolaire » du Centre international de recherche sur le cancer, agence des Nations unies.

### Union européenne
Croplife International est représenté en Europe par la European Crop Protection Association,  inscrite depuis 2008 au registre de transparence des représentants d'intérêts auprès de la Commission européenne. Elle déclare en 2016 pour cette activité  des dépenses d'un montant compris entre 600 000 et 700 000 euros.

### États-Unis
Selon le Center for Responsive Politics, les dépenses de lobbying de Croplife international, par l'intermédiaire de l'association Croplife America, aux États-Unis s'élèvent en 2016 à 2 445 529 dollars.